# Víctor Raúl Haya de la Torre

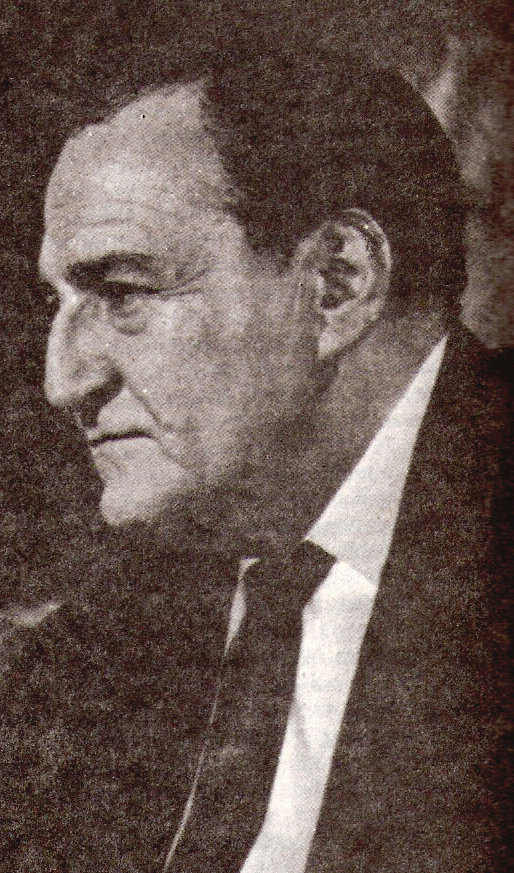
Víctor Raúl Haya de la Torre.

Víctor Raúl Haya de la Torre, född den 22 februari 1895 i Trujillo, död den 2 augusti 1979, var en peruansk politiker.
Han grundade 1924 reformpartiet Alianza Popular Revolucionaria Americana (APRA), som snabbt blev det enda folkliga partiet i landet. Fram till sin död var Haya de la Torre Perus mest populära politiker, även om APRA förlorade mycket av sin reformvilja och mest hängav sig åt demagogiska slagord. Torres önskan var alltid att bli president i Peru, men armén förvägrade honom konsekvent detta.